# Signo de Chvostek

Nervio craneal

El signo de Chvostek (también conocido como signo de Weiss) es uno de los signos de tetania observado en situaciones de hipocalcemia y/o hipomagnesemia. 

## Descripción
El signo se refiere a una reacción anormal a la estimulación del nervio facial. Cuando el nervio facial es atrapado en el ángulo de la mandíbula (por ejemplo el músculo masetero), los músculos faciales del mismo lado del rostro se contraerán momentáneamente (típicamente una contracción de nariz o labios) a causa de la hipocalcemia (por ejemplo en patologías endocrinas como hipoparatiroidismo, pseudohipoparatiroidismo o enfermedades carenciales como la hipovitaminosis D) lo que resulta en una hiperexcitabilidad de los nervios. 
Aunque clásicamente se describe en situaciones de hipocalcemia, el signo puede también encontrarse en situaciones de alcalosis respiratoria, como es el caso de situaciones de histeria en donde hay hiperventilación, caso en el que existe una disminución del ion calcio libre en el plasma sin tener una disminución de la calcemia en sí.

## Historia
Fue por primera vez descrito por Frantisek Chvostek, un médico de 1876 del Imperio Austriaco, y posteriormente por Nathan Weiss en 1883.  
- Datos: Q1090174
- Multimedia: Chvostek sign / Q1090174